# Fjodor Koezmin
Fjodor Sergejevitsj Koezmin (Russisch: Фёдор Сергеевич Кузьмин, Rybinsk, 17 april 1983) is een Russisch professioneel tafeltennisser. Hij speelt rechtshandig met de shakehandgreep.
Hij nam namens zijn land deel aan de Olympische Zomerspelen 2008 maar won geen medailles.

## Belangrijkste resultaten
- Zilver in de gemengd dubbel op de Europese kampioenschappen 2007 met Oksana Fadejeva.
- Brons in het enkelspel op de Europese kampioenschappen 2009.